# Duy Phước
Duy Phước is een xã in het district Duy Xuyên, een van de districten in de Vietnamese provincie Quảng Nam.
Duy Phước ligt aan de zuidelijke oever van de Thu Bồn. De Quốc lộ 1A is een belangrijke verkeersader in Duy Phước.
De xã heeft ruim 13.000 inwoners op een oppervlakte van 12,37 km².